# Louis Wenger

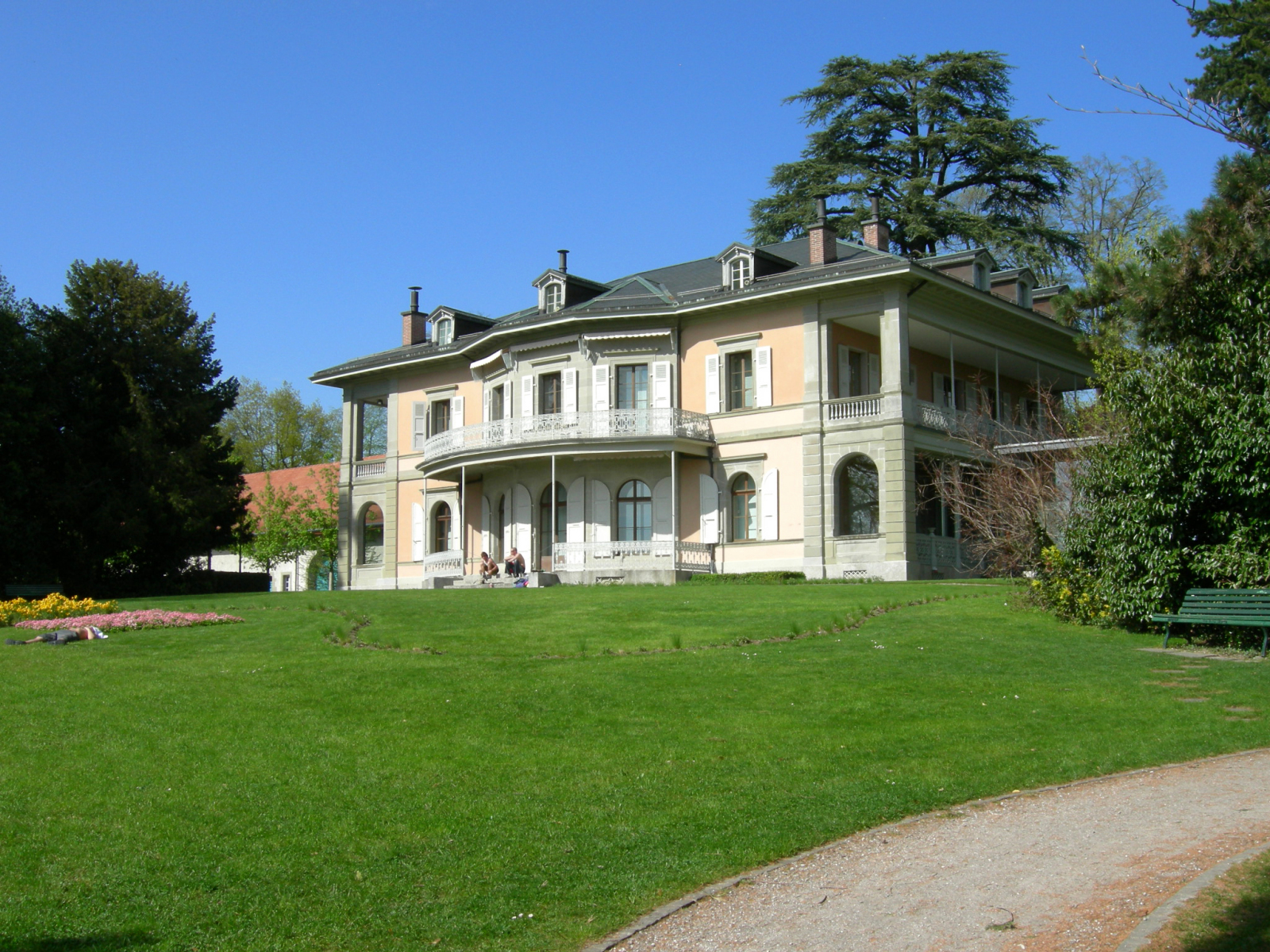
Lausanne, Haus Hermitage

Jean-Pierre-Louis Wenger (* 31. Mai 1809 in Lausanne; † 11. August 1861 in Aubonne VD, heimatberechtigt in Forst und Lausanne) war ein Schweizer Architekt und Politiker (FDP).

## Leben und Laufbahn
Wenger arbeitete als Fünfzehnjähriger 1924 im Atelier von Henri Perregaux, einem der führenden Architekten seiner Heimatstadt. Sein Studium absolvierte er 1827–30 an der École des Beaux-Arts in Paris, wo er bei Achille Leclère studierte. Zurück in Lausanne, plante er 1834 bereits im eigenen Büro das Musée Arlaud, einen klassizistischen Bau, der 1838 (unterer Teil) bzw. 1840 (Place de la Riponne) fertiggestellt wurde. In La Sarraz leitete er ab 1836 die Umgestaltung des Schlossplatzes, die erst 1845 fertig wurde, und die Restaurierung des bedeutenden Grabmals für François Ier de la Sarraz. Im gleichen Jahr auch plante er die Kaserne von Bière. Weitere Werke des Architekten waren in Lausanne das Blindenheim 1843, das Landhaus Riant-Clos (um 1847), das ehemalige Zollhaus Marterey (1849) und die Frauenhaftanstalt (1852–59). Ausserdem plante er 1852–55 den Umbau des Herrschaftshauses L’Hermitage, heute Sitz der gleichnamigen Sammlung.
Wenger wurde im Jahre 1848 in den Ständerat gewählt und vertrat dort den Kanton Waadt. Aber bereits 1849 verliess er den Rat wieder. Bei den Parlamentswahlen 1851 wurde er in den Nationalrat gewählt und verblieb dort bis Mai 1854. Ein Jahr später, im Juli 1855, wechselte er wieder in den Ständerat und amtete dort bis zu seinem Tod am 11. August 1861.